# Tyneham
Tyneham est un village fantôme du Dorset, en Angleterre. Il est situé dans le sud-est du comté, sur l'île de Purbeck, à 6 km au sud de la ville de Wareham. Administrativement, il est rattaché à la paroisse civile de Steeple with Tyneham.
En 1943, le village, ainsi qu'une zone de 30 km2 autour, est réquisitionné par le Bureau de la Guerre afin de servir de terrain d'entraînement au tir pour les nouvelles recrues de la British Army. Plus de 200 personnes sont évacuées à cette occasion. Cette mesure est censée être temporaire, mais après la fin de la Seconde Guerre mondiale, le ministère de la Défense procède à une expropriation en bonne et due forme. Le village et les alentours sont rattachés aux Lulworth Ranges (en), une zone d'entraînement couvrant près de 3 000 hectares. Il est ouvert aux visites le week-end et les jours fériés.